# Johann Joseph Beer
Pour les articles homonymes, voir Beer.
Ne doit pas être confondu avec Joseph Bähr.
Cet article concerne le clarinettiste. Pour le compositeur d'opérette, voir Joseph Beer.
Johann Joseph Beer (ou Joseph Boer, Joseph Paer) est un clarinettiste bohémien. Né le 18 mai 1744 à Grünewald (royaume de Bohême), il est mort le 28 octobre 1812 à Berlin.

## Biographie
Beer a d'abord servi en tant que trompettiste dans l'armée autrichienne, puis dans l'armée française pendant la guerre de Sept Ans. En 1771, il s'installa à Paris et choisit la clarinette avec laquelle il devint rapidement un des plus célèbres virtuoses du XVIIIe siècle. Il a travaillé pendant environ 20 ans en France comme clarinettiste dans la Garde du corps du roi et auprès du duc d'Orléans. Il quitta Paris en 1782 et voyagea en Hollande, Italie, Russie et Hongrie. À partir de 1784, le clarinettiste travaille comme musicien de chambre à Saint-Pétersbourg. En 1791, lors d'un voyage à Vienne, Beer joua avec Wolfgang Amadeus Mozart. En 1792, Beer partit pour la Prusse et travailla jusqu'à sa mort comme musicien de chambre royal à Potsdam et Berlin. Le 16 février 1809, âgé de 65 ans, il donna un concert à Leipzig qui fut accueilli favorablement par le public et la critique.
En tant qu'interprète, Beer a complètement révolutionné la technique de son instrument. Il ajouta la cinquième clef à la clarinette.
Jusqu'à l'âge de 50 ans, il n'avait entendu que des clarinettistes français, mais il entendit à Bruxelles un interprète allemand, Schwartz, qui lui fit découvrir les possibilités sonores de son instrument. Il est resté célèbre pour la pureté et la douceur de sa sonorité et pour la délicatesse de ses nuances, particulièrement pour les decrescendi dans ses exécutions.
Il a composé trois concertos pour deux clarinettes, des variations et des duos.
Il est souvent confondu avec le clarinettiste Joseph Bähr (faussement "Beer" ; 1770-1819), avec lequel il n'a d'ailleurs aucun lien de parenté. Pour distinguer les deux clarinettistes en fonction de leur lieu d'activité principal, les musicologues ont également appelé Joseph Beer Berliner Beer, alors que Joseph Bähr est appelé Wallersteiner ou Wiener Beer.